# ياهمير هيكا
ياهمير هيكا (بالألبانية: Jahmir Hyka) (مواليد 8 مارس 1988 في تيرانا - ألبانيا) لاعب كرة قدم ألباني يلعب حاليا لصالح نادي الدرجة الأولى ماينز الألماني منذ 2008 في مركز الوسط الأيسر كما يجيد اللعب في مركز الوسط المحوري .

## روابط خارجية
- ياهمير هيكا على موقع الاتحاد الدولي (مؤرشف)  (الإنجليزية)
- ياهمير هيكا على موقع الاتحاد الأوربي (الإنجليزية)
- ياهمير هيكا على موقع الدوري الأمريكي (الإنجليزية)
- ياهمير هيكا على موقع إي إس بي إن إف سي (الإنجليزية)
- ياهمير هيكا على موقع قاعدة بيانات كرة القدم.إي يو (الإنجليزية)
- ياهمير هيكا على موقع ناشيونال فوتبول تيمز (الإنجليزية)
- ياهمير هيكا على موقع Soccerway.com (الإنجليزية)
- ياهمير هيكا على موقع عالم كرة القدم.نت (الإنجليزية)
- ياهمير هيكا على موقع كووورة